# Plebejus idas
Plebejus idas, la niña esmaltada, es una especie de insecto lepidóptero de la familia Lycaenidae.
Fue descubierto por Linnaeus, y descrito en el año de 1761.
Se trata de una especie presente en el territorio español.

## Distribución
Europa, Turquía, Oriente medio, Asia y N. América, ausente en islas británicas, islas mediterráneas y sur de Grecia.
En España, montes universales, cordillera cantábrica, Sierra nevada.

## Periodo de vuelo
Univoltina, fin de junio hasta agosto, puede ser bivoltina, fin de mayo-junio a julio-agosto, supeditado a latitud, altitud y localidad, de 200 a 2100 metros.

## Hábitat

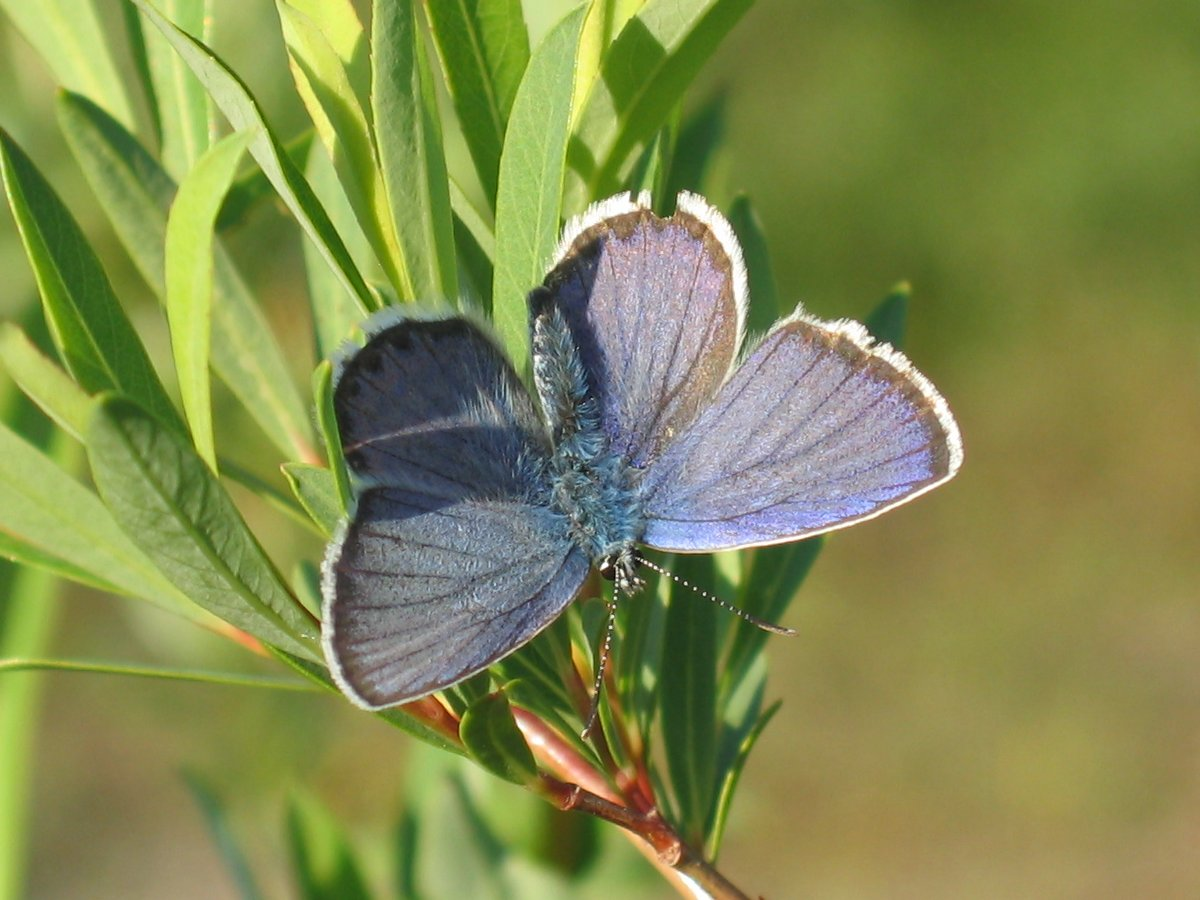
Plebejus idas

Arbustos, brezales, claros de bosque con hierba, en todos los terrenos, tanto húmedos como secos.

## Biología
Se alimenta de Cytisus scoparius, Genista pilosa, Lotus corniculatus, Astragalus, Calluna vulgaris, Cytisus, Melilotus,  Anthyllis, entre otras.
Sus larvas son atendidas por varios tipos de hormigas Lasius y Formica.